# هاگ (بازی ۲۰۰۸)
هاگ (به انگلیسی: Spore) یک بازی ویدئویی شبیه‌ساز در زمینه تکامل موجودات است به گونه‌ای که فرد ابتدا یک یاخته دارد و سپس با توانایی‌هایی که بازی به آن می‌دهد، آن را تکامل می‌دهد.

## 1-مرحله ی تک یاخته‌ای
در این مرحله موجود تک یاخته‌ای شما در دریا زندگی میکند. به دلخواه خودتان موجود تک یاخته‌ای شما می‌تواند گوشتخوار یا گیاهخوار باyشد. اگر گیاهخوار هستید بایستی از گیاهان دریایی تغذیه کنید و اگر گوشتخوار هستید بایستی از اجساد تک یاخته‌ای‌های دیگر تغذیه کرده یا شکار کنید، ضمناً مراقب حملات تک یاخته‌ای‌های بزرگتر نیز باشید. به همین ترتیب تک یاخته‌ای شما رشد می‌کند و امتیاز DNA به دست میاورید. با امتیاز DNA میتوانید قابلیت‌های جدیدی به تک یاخته‌ای خود اضافه کنید. مانند اندام‌های حرکتی متفاوت، سلاح‌ها و آرواره ی گوشتخوار(که قابلیت آسیب رساندن به تک یاخته‌ای‌های دیگر را نیز دارد)گیاهخوار یا همه چیز خوار؛همچنین میتوانید رنگ و طرح‌های روی بدن تک یاخته‌ای خود را تغییر دهید. در پایین صحنه اصلی بازی نوار سبزرنگی وجود دارد که میزان رشد و تکامل تک یاخته‌ای شما را نشان داده و با امتیاز DNA پیش میرود و هنگامی که به انتهای نوار برسید یعنی موجود شما آمادگی ورود به خشکی را دارد و با کلیک بر روی دکمه ی تاریخچه وارد مرحله ی جانوری میشوید. دکمه ی تاریخچه روند تکامل و حوادثی را که تاکنون برای گونه ی شما رخ داده است را ثبت میکند.

## 4-مرحله ی تمدن
5-مرحله ی فضایی